# Knights of the Flaming Circle
Knights of the Flaming Circle var ett sällskap som bildades i Ohio i USA under 1920-talet, enbart i syfte att stå emot Ku Klux Klan som under den här tiden hade stora framgångar i Ohio liksom i det övriga USA.
I staden Niles i Ohio uppstod konflikt med dödsoffer mellan infödda bofasta och invandrade amerikaner. De infödda orienterade sig mot klanen, medan invandrarna (här katolska irländare, italienare, tyskar och östeuropeer) kom att bilda sin egen klanliknande organisation som kallades Knights of the Flaming Circle.